# Палу дел Ферсина
Палу̀ дел Ферсѝна (на италиански: Palù del Fersina; на немски: Palai in Fersental, Палай ин Ферсентал, на местен диалект: Palai en Bersntol, Палай ен Берсънтол) е село и община в Северна Италия, автономна провинция Тренто, автономен регион Трентино-Южен Тирол. Разположено е на 1360 m надморска височина. Населението на общината е 166 души (към 2019 г.).